# Каллінік Евксенів
Каллі́нік Евксе́нів (дав.-гр. Καλλίνικος — «той що отримує славетні перемоги»; IV століття до н. е.) — давньогрецький державний діяч, ольвійський політик, евергет, монетний магістрат, реформатор.  Оборонець Ольвії від македонського війська Зопіріона. З його ім'ям пов'язують перемогу демократичного ладу в північночорноморському полісі.

## Діяльність Каллініка
Каллінік — ольвіополіт, син Евксена. Походив з аристократичного роду Каллініків. Родич Каллініка Філоксенова, жерця храму Аполлона Дельфінія, епоніма 329 року до н. е. Сам Каллінік Евксенів не обіймав посаду епоніма (іменем якого називали відповідний рік).
Про заслуги Каллініка повідомляється у декреті на його честь.
За гіпотезою деяких учених, політик зіграв ключову роль в обороні Ольвії під час спроби завоювання Північного Надчорномор'я Зопіріоном. 

## Боротьба з піратами

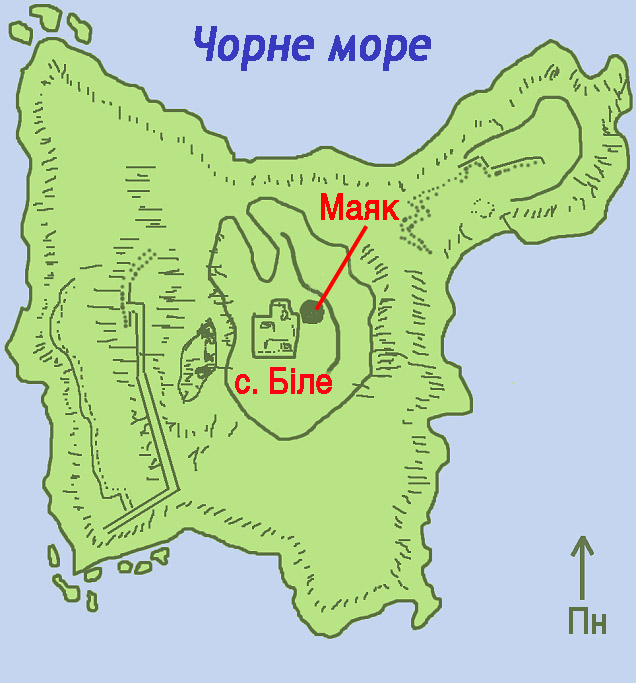
Маяк спорудили на фундаменті храму Ахілла. Сучасна мапа Зміїного

Облогою Ольвії скористувалися пірати і захопили священний для всіх еллінів острів Левка (острів Зміїний), на якому, за давньогрецькими міфами, був похований герой Троянської війни Ахілл. Острівна залога, ймовірно, вирушила на допомогу місту або взагалі не була передбачена для захисту острова. Ольвійський флот також був прикутий до берегової лінії Ольвії, захищаючи її з моря. Близько 331 року до н. е. пірати розграбували святилище Ахілла і перетворили острів на опорну базу для нападу на грецькі торгові кораблі. Зрештою, ольвіополіти повернули Левку під контроль Ольвії. На честь командира визволителів на острові Ахілла встановили статую вершника на коні. На пам'ятнику був також декрет з описом тих подій. Напис виявили на острові Зміїному 1841 року і передали до Національного музею старожитностей в Бухаресті. Щоправда, ім'я визволителя острова стерто. Деякі науковці припускають, що визволення Левки очолив саме Каллінік, хоча жодних джерел на підтвердження цього факту не збереглося. Натомість інші вчені реконструюють ім'я ольвіополіта, який вигнав піратів, як Сократ, син Посідонія.

## Реформи Каллініка

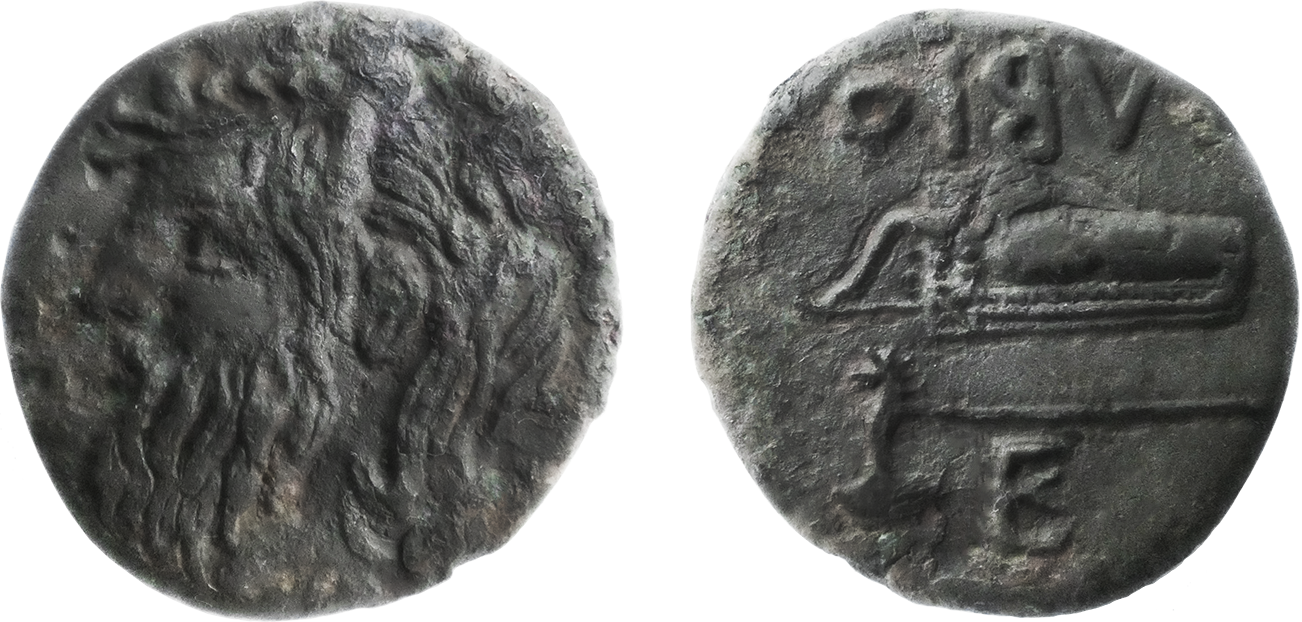
Монета «борисфен» із лігатурою КЕ на реверсі — монограма магістрата Каллініка Евксенова. 331/330 р. до н. е.

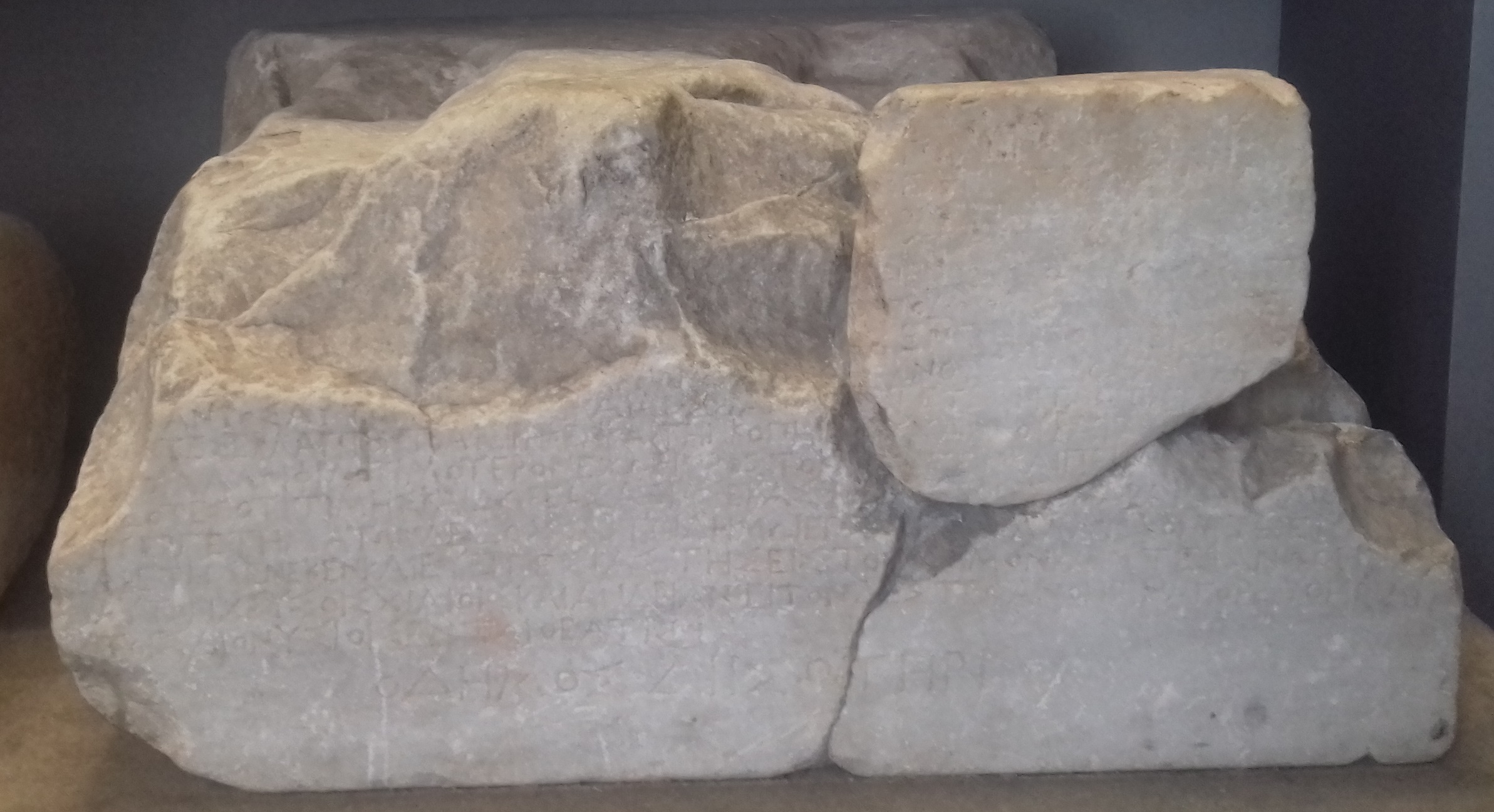
Підніжжя статуї на пошану Каллініка. Одеський археологічний музей.

Під час облоги Ольвії зазнала спустошення сільськогосподарська територія, що спричинило продовольчу кризу. Було перекрито надходження до державного бюджету мита та інших торгових зборів. Важким тягарем на плечі ольвіополітів ліг військовий податок. У такій ситуації Каллінік провів соціально-економічну реформу. Евергет скасував усі борги громадян. Це полегшило становище насамперед міської бідноти. У цей період також відпустили рабів на волю й надали іноземцям права громадянства. Отже, Каллінік попередив соціальний вибух, який назрівав протягом облоги міста. Останніми роками у науковий обіг уведено боргову розписку, яка в одному із варіантів інтерпретації, стосується реформ Каллініка. Текст на свинцевій платівці: "Я заборгував Поликсену двадцять золотих, із цих маю дев'ять золотих".
Виконуючи обов'язки монетного магістрата, Каллінік між 331 і 329 роками до н. е. провів грошову реформу. Припинив випуск свинцевих (облогових) монет, продовжив карбування золотих і срібних статерів, а також замінив аси з великої литої бронзи на монети «борисфени». В ексерзі реверсу монет цього періоду зображено диферент «КЕ» — монограма (лігатура) магістрата Каллініка Евксенова. 
Реформи Каллініка у різних сферах життя полісу — внутрішньо- та зовнішньополітичній, соціально-демографічній, фінансово-економічній, релігійній та архітектурно-містобудівній — сприяли перемозі радикально-демократичного режиму в Ольвії.
За заслуги Ольвія виплатила Каллініку значну грошову винагороду в сумі 1000 золотих (8,5 кг металу). Окрім того, в місті евергету поставили статую, яку присвятили Зевсу Сотеру (Спасителю). 

## Ольвійський декрет на честь Каллініка, сина Евксена

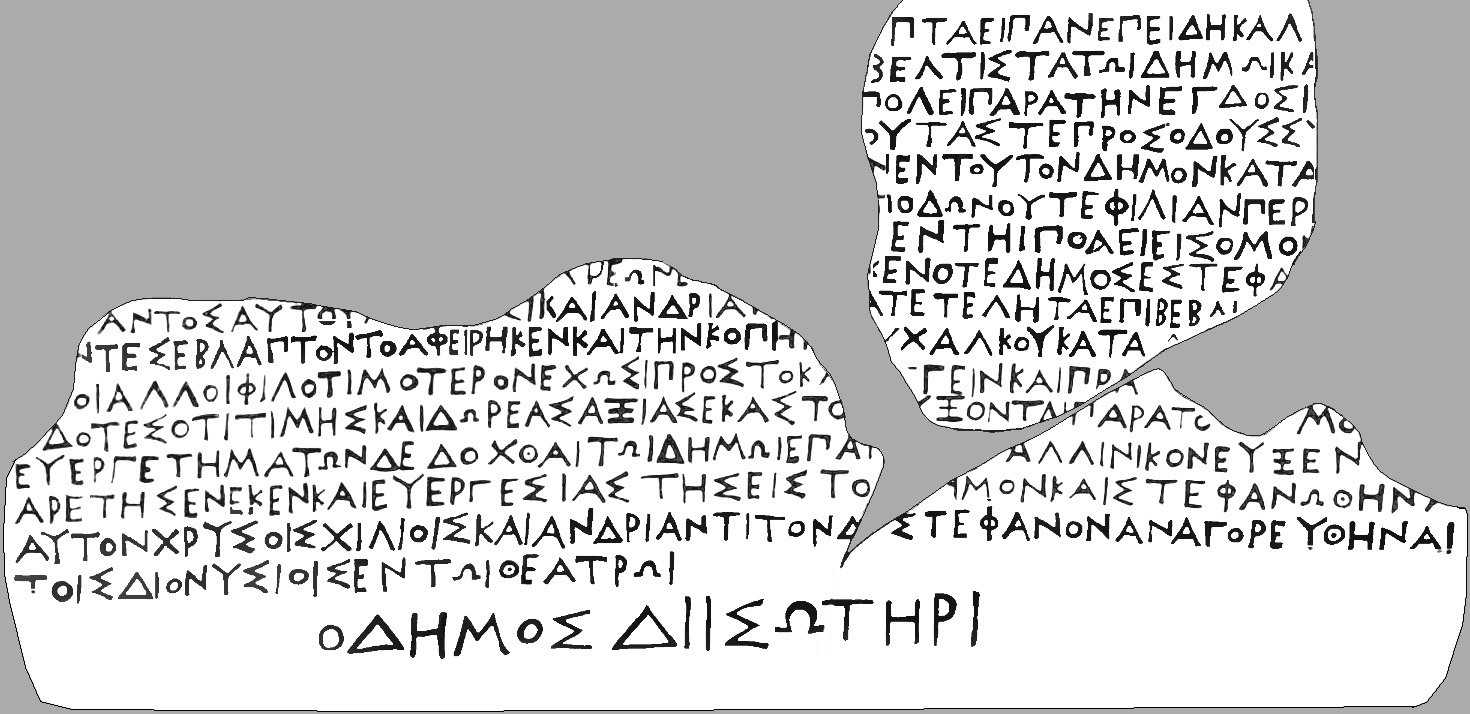
Декрет на честь Каллініка

Декрет на честь Каллініка висічений на мармуровому блоці — лицьовій частині постаменту від статуї. Його видали між 325 і 320 роками до н. е., невдовзі після зняття облоги Зопіріона і зникнення македонської небезпеки. Ольвійський документ виявили 1848 року. Зберігається в Одеському музеї (інвентарний номер 50740).
«Декрет на честь Каллініка, сина Евксена»:
«Рада і народ ухвалили, архонти та колегія Семи запропонували: оскільки Каллінік, син Евксена, будучи мужем прекрасним і добрим, постійно творить народу щонайкраще… місту при роздачі робіт… і його доходи збільшив… Коли ж небезпека стала винуватицею того, що ввела народ у розбрат, він, не побоюючись жодної перешкоди, не ставлячи понад усе особисті симпатії і спішно докладаючи зусиль привести до згоди сторони, які не мирилися поміж собою, вніс пропозицію про скасування боргів, і народ нагородив його за свій порятунок грошовою сумою і статуєю і не тільки скасував оподаткування, яке завдавало шкоди всім, але й зменшив карбування мідної монети згідно з розрахунком. Аби й інші ревніше радили і робили найкраще, знаючи, що кожен отримає від народу вшанування і нагороду, гідну їхнім благодіянням, нехай постановить народ: вихваляти Калліника, сина Евксена, за його доблесть і благодіяння для народу, і нехай він буде нагороджений тисячею золотих і статуєю, а про нагородження сповісти на Діонісії в театрі.
Народ присвятив Зевсу Сотеру».